# Juan Vizcaíno
Juan Vizcaíno Morcillo, deportivamente conocido como Vizcaíno (Pobla de Mafumet, Tarragona, España, 6 de agosto de 1966), es un exfutbolista español. Jugó como centrocampista, desarrollando la mayor parte de su carrera profesional en el Atlético de Madrid. Actualmente ejerce como comentarista en Onda Cero Deportes.

## Trayectoria
Vizcaíno inició su carrera en el Gimnàstic de Tarragona. La temporada 1982/83, de la mano del técnico Xavier Azkargorta, debutó en el primer equipo. Jugó en el equipo grana hasta que en 1986 fichó por el filial del Real Zaragoza, el Deportivo Aragón.
La temporada 1987/88 dio el saltó al primer equipo maño, debutando en Primera División el 9 de marzo de 1988 ante el Sevilla F. C.
Tras defender la camiseta del Real Zaragoza durante tres temporadas, pasó al Atlético de Madrid el verano de 1990. Con los rojiblancos jugó 8 temporadas, ganando 1 liga y 3 copas del rey, y formó parte del equipo titular del doblete.
Posteriormente jugó dos años más en Primera con el Real Valladolid, luego un año en Segunda con el Elche C. F. y finalmente regresó al Gimnàstic de Tarragona donde se retiró en 2002.
Tras colgar las botas ha sido concejal de deportes en su localidad natal, La Pobla de Mafumet.

## Selección nacional
Fue internacional con la selección de fútbol de España en 15 ocasiones entre 1991 y 1992.

## Clubes
| Club                   | País   | Año       | Partidos | Goles |
| ---------------------- | ------ | --------- | -------- | ----- |
| Gimnàstic de Tarragona | España | 1982-1986 | 71       | 8     |
| Deportivo Aragón       | España | 1986-1987 | 57       | 13    |
| Real Zaragoza          | España | 1987-1990 | 89       | 10    |
| Atlético de Madrid     | España | 1990-1998 | 284      | 22    |
| Real Valladolid        | España | 1998-2000 | 55       | 1     |
| Elche C. F.            | España | 2000-2001 | 20       | 0     |
| Gimnàstic de Tarragona | España | 2001-2002 | 26       | 0     |

## Palmarés

### Campeonatos nacionales
| Título       | Club                    | País   | Año  |
| ------------ | ----------------------- | ------ | ---- |
| Copa del Rey | Club Atlético de Madrid | España | 1991 |
| Copa del Rey | Atlético de Madrid      | España | 1992 |
| Copa del Rey | Atlético de Madrid      | España | 1996 |
| Liga         | Atlético de Madrid      | España | 1996 |